# Francis Huster

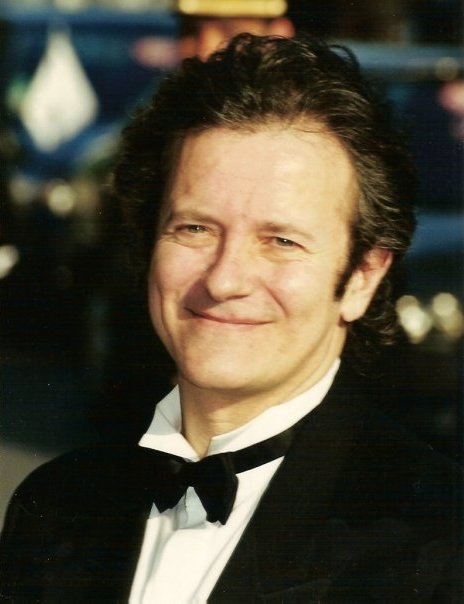
Huster no Festival de Cannes de 2001.

Francis Huster (nascido em 8 de dezembro de 1947) é um ator francês de cinema e televisão, diretor e roteirista.

## Biografia
Francis Huster nasceu em Neuilly-sur-Seine . Seu pai é Charles Huster, diretor comercial da Lancia, e sua mãe judia polonesa é Suzette Cwajbaum - que, durante a era nazista, conseguiu convencer o comandante da Gestapo em Paris a libertar seu pai, que havia sido preso. No entanto, seu pai se recusou a deixar Paris e foi morto a tiros pelas SS em Auschwitz quando as tropas soviéticas se aproximaram no final da guerra. Ele tem dois irmãos; seu irmão mais velho, Jean-Pierre, é um escritor notável, e sua irmã mais nova, Muriel, é atriz, fotógrafa e compositora.
Estudou atuação no Conservatório do 17º arrondissement de Paris, no Cours Florent e no Conservatoire national (1968), onde teve René Simon e mais tarde Antoine Vitez como professores. No Cours Florent, mais tarde, ele foi professor. Entre seus alunos, havia o ator e fotógrafo Gregory Herpe, diretor da Comédie Française Eric Ruf, os atores Jeanne Balibar, Elsa Zylberstein e Sandrine Kiberlain . Ele ingressou na Comédie-Française em 1971, tornou-se sócio em 1977 e deixou a instituição em 1982. Posteriormente, fundou o grupo de teatro Compagnie Francis Huster, do qual participam os seguintes atores: Clotilde Courau, Valérie Crunchant, Cristiana Reali, Estelle Skornik, Valentine Varela, Olivier Martinez, Mathieu Carriere .

## Prêmios
Francis Huster tornou-se Chevalier da Legião de Honra em 1991, e recebeu, em 2006, o posto de "Oficial" por Jacques Chirac. M Chirac comentou: "Este é um ator absolutamente excepcional, que se dedica totalmente à sua arte".

## Filmografia
- 1970   : Chambres de bonne curta-metragem dirigido por Jean-Pierre Moulin
- 1970   : En atant l'auto ... curta metragem dirigido por Gisèle Braunberger
- 1970   : La Faute de l'abbé Mouret, dirigido por Georges Franju
- 1972   : Faustine et le bel été, dirigido por Nina Companeez
- 1972   : L'histoire très bonne et très joyeuse de colinot trousse-chemise, dirigido por Nina Companeez
- 1975   : Lumière, dirigido por Jeanne Moreau
- 1976   : Je suis Pierre Rivière, dirigido por Christine Lipinska
- 1976   : Si c'était à refaire, dirigido por Claude Lelouch
- 1977   : Comme sur des roulettes, dirigido por Nina Companeez
- 1977   : Un autre homme, une autre chance, dirigido por Claude Lelouch
- 1978   : No atendente Paul ... curta-metragem dirigido por Georges Birtschansky
- 1978   : Um Dois Dois, dirigido por Christian Gion
- 1978   : L'Adolescente (A adolescente), dirigido por Jeanne Moreau
- 1979   : Les Égouts du paradis, dirigido por José Giovanni
- 1980   : Les Uns et les Autres ( Bolero ), dirigido por Claude Lelouch
- 1981   : Qu'est-ce qui fait courir David?, dirigido por Elie Chouraqui
- 1982   : Édith et Marcel, dirigido por Claude Lelouch
- 1983   : J'ai épousé une ombre, dirigido por Robin Davis
- 1983   : Équateur, dirigido por Serge Gainsbourg
- 1983   : Le Faucon, dirigido por Paul Boujenah
- 1983   : Drôle de samedi, dirigido por Bay Okan
- 1984   : Première Classe ... curta-metragem dirigido por Mehdi El Glaoui
- 1984   : La femme publique ( A Mulher Pública ), dirigida por Andrzej Zulawski
- 1984   : L'Amour braque, dirigido por Andrzej Zulawski
- 1985   : Parking, dirigido por Jacques Demy
- 1985   : Drôle de samedi, dirigido por Tunç Okan
- 1986   : Em um volé Charlie Spencer!, dirigido por Francis Huster
- 1989   : Il ya des jours ... et des lunes, dirigido por Claude Lelouch
- 1992   : Tout ça ... pour ça!, dirigido por Claude Lelouch
- 1995   : Dieu, o senhor da mãe e os arquivos do charcutier de Aline Issermann
- 1998   : Le Dîner de Cons ( The Dinner Game ), dirigido por Francis Veber
- 2000   : L'Envol, dirigido por Steve Suissa
- 2000   : Elle pleure pas curta-metragem dirigido por Steve Suissa
- 2004   : Pourquoi (pas) le Brésil, dirigido por Laetitia Masson
- 2004   : Le Rôle de sa vie ( O papel de sua vida ), dirigido por François Favrat
- 2005   : Le Courage d'aimer (cenas excluídas), dirigido por Claude Lelouch
- 2006   : Ei, bonitão!, dirigido por Lisa Alessandrin
- 2008   : Um homem e seu cachorro, dirigido por Francis Huster
- 2017   : Chacun na condenação de vie et son intime, dirigido por Claude Lelouch